# Hiptage triacantha
Hiptage triacantha är en tvåhjärtbladig växtart som beskrevs av Jean Baptiste Louis Pierre. Hiptage triacantha ingår i släktet Hiptage och familjen Malpighiaceae. Inga underarter finns listade i Catalogue of Life.